# Milan Černý
Milan Černý (* 16. März 1988 in Prag) ist ein tschechischer Fußballspieler, der seit September 2013 bei FK Dukla Prag als Mittelfeldspieler unter Vertrag steht.

## Karriere
Černý begann mit dem Fußballspielen im Alter von acht Jahren bei Slavia Prag. In der Gambrinus Liga debütierte der Mittelfeldspieler am 14. Mai 2005 bei einem 1:0-Auswärtssieg gegen Marila Příbram. In der Saison 2005/06 kam er auf fünf Erstligaeinsätze. Im Qualifikationsspiel der tschechischen U19 gegen die Schweiz am 28. Mai 2006 zog er sich einen Kreuzbandriss zu und musste nach der Operation, die wegen seines Wachstums erst im November 2006 durchgeführt werden konnte, ein halbes Jahr pausieren.
Erst zur Vorbereitung auf die Saison 2007/08 stieg er wieder ins Mannschaftstraining ein. In der Saison 2010/11 ist Černý Stammspieler bei Slavia Prag.